# Белоусово (Томская область)
Белоу́сово — деревня в Томском районе Томской области, Россия. Входит в состав Богашёвского сельского поселения. Население — 371 человек (на 1 января 2015 года).

## География
Расстояние от Белоусова до центра сельского поселения — села Богашёва — 12 километров. Белоусово расположено в стороне от Томской железнодорожной ветви (чуть более чем в 4,5 километра), на берегу реки Такова.

## Инфраструктура
В деревне работает библиотека.

## История
Деревня основана в 1726 году. 
В 1926 году село Белоусово состояло из 101 хозяйства и входило в составе Аксеновского сельсовета Коларовского района Томского округа Сибирского края. Основную часть населения в те годы составляли русские.

## Население

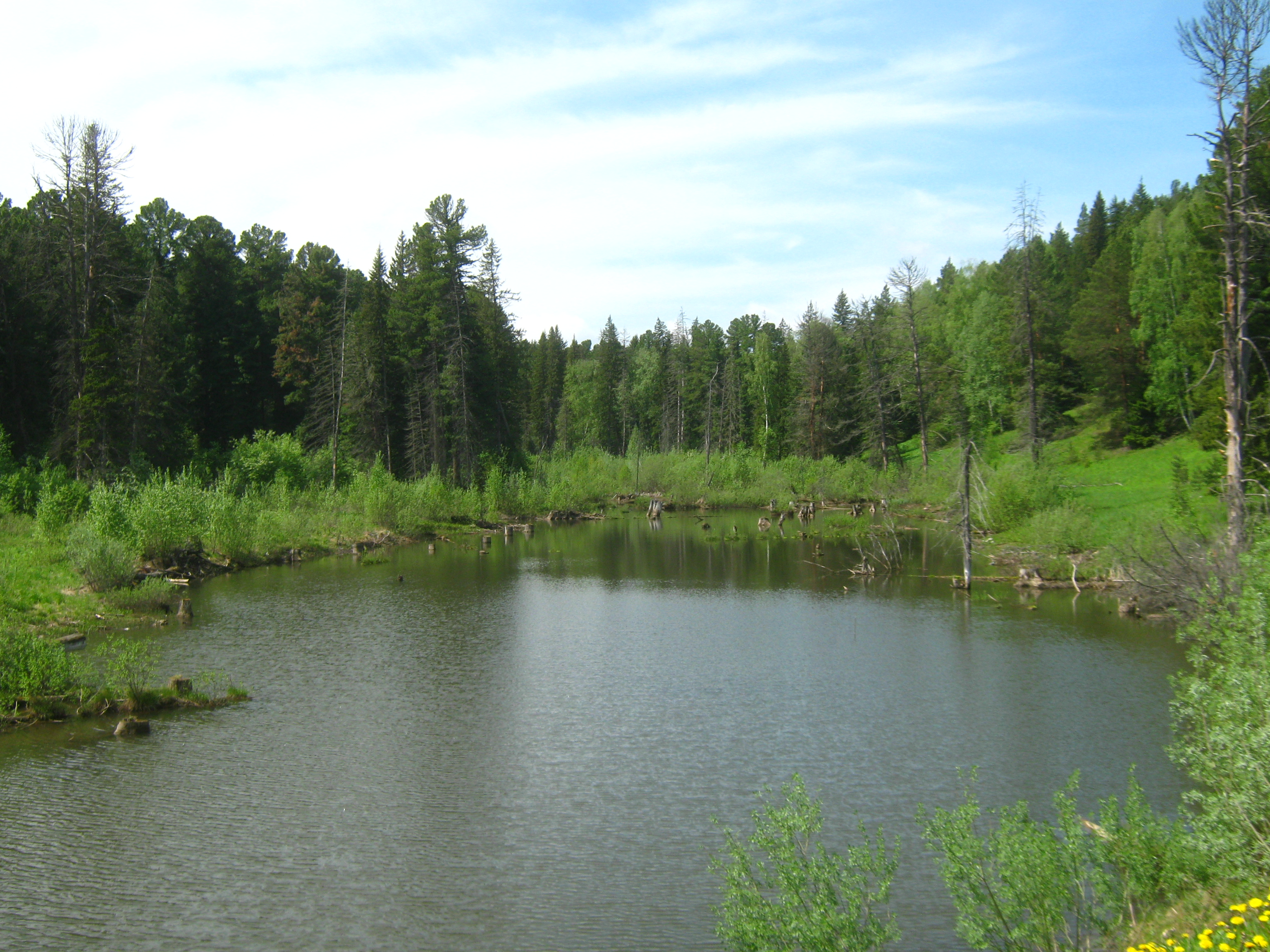
Пруд в Белоусове.

| 1926 | 2002 | 2008 | 2009 | 2010 | 2011 | 2012 |
| ---- | ---- | ---- | ---- | ---- | ---- | ---- |
| 494  | ↘326 | ↗386 | ↗396 | ↘364 | ↗367 | ↘365 |
| 2013 | 2014 | 2015 | 2021 |      |      |      |
| ↘359 | ↗369 | ↗371 | ↘295 |      |      |      |

## Улицы
Улицы:
Кедровая, Лесная, Мира, Новая, Озёрная, Победы, Рабочая, Хутор.
Переулки:
Заозёрный, Кедровый.
Хутора:
1-й, 2-й, 3-й.